# Rottelsdorf
Rottelsdorf este o comună în Saxonia-Anhalt, Germania